# Продовольственная и сельскохозяйственная организация ООН
Продовольственная и сельскохозяйственная организация Объединённых Наций (ФАО) (англ. Food and Agriculture Organization, FAO) — организация ООН, основной задачей которой является борьба с голодом. ФАО выступает в качестве форума, где развитые и развивающиеся страны на равных обсуждают и согласовывают политические решения в сфере продовольственной безопасности.
Кроме того, ФАО служит источником информации и оказывает помощь развивающимся странам в улучшении практик сельского хозяйства, лесоводства и рыбоводства, стремится обеспечить здоровое питание и продовольственную безопасность для всех. Девиз организации на латинском языке — «Fiat panis» — переводится как «Да будет хлеб». По состоянию на август 2018 года в ФАО насчитывается 197 государств-членов, включая Европейский союз (организация-член), Ниуэ и Острова Кука (государства в свободной ассоциации с Новой Зеландией), а также Фарерские острова и Токелау, которые являются ассоциированными членами.

## История[3]
Решение о создании профильной межправительственной организации по вопросам сельского хозяйства было принято ещё в ходе Второй мировой войны — в мае 1943 года в городе Хот-Спрингс (США), на Международной конференции по вопросам продовольствия и сельского хозяйства. Тогда 44 государства, в том числе СССР, выступили учредителями Продовольственной и сельскохозяйственной организации Объединённых Наций (ФАО).
К весне 1945 года был разработан проект Устава ФАО. Официальное учреждение организации состоялось на первой сессии её Конференции, проходившей в Квебекe (Канада) с 16 октября по 1 ноября 1945 года, на которой были утверждены проект Устава ФАО и другие разработки Временной комиссии (день открытия этой Конференции теперь ежегодно отмечается как Всемирный день продовольствия). Временная штаб-квартира ФАО была размещена в Вашингтоне, О. К.
После пятой сессии Генеральной конференции в 1949 году, на которой государства-члены приняли решение о перемещении штаб-квартиры в Рим, ранней весной 1951 года 76 семей отбыли из Вашингтона на борту судов «Сатурния» и «Вулкания».
В 1963 году ФАО и Генеральная Ассамблея ООН принимают параллельные резолюции об учреждении Всемирной продовольственной программы, призванной заниматься в реальном времени направлением чрезвычайной продовольственной помощи в пострадавшие районы.
В 1979 году на 20-й сессии Конференция ФАО принимает единогласное решение о провозглашении 16 октября в качестве ежегодно отмечаемого Всемирного дня продовольствия в знак памяти об учреждении ФАО. Это решение призвано привлечь правительства и население к борьбе за избавление человечества от проблемы голода, неполноценного питания и нищеты.
ФАО действует в качестве ведущего учреждения, занимающегося проблемами развития сельских регионов и сельскохозяйственного производства в системе ООН.
4 февраля 2025 года Никарагуа объявила о выходе из организации и закрытии её представительств.

## Приоритетные направления деятельности
Деятельность ФАО направлена на уменьшение остроты проблемы нищеты и голода в мире путём содействия развитию сельского хозяйства, улучшению питания и решения проблемы продовольственной безопасности — доступности всем и всегда питания, необходимого для активной и здоровой жизни. ФАО действует как нейтральный форум, а также как источник знания и информации. Помогает развивающимся странам и странам в переходном периоде модернизировать и улучшить сельское хозяйство, лесоводство и рыболовство.
ФАО определила пять приоритетных направлений работы, в которых Организация может наиболее эффективно применить и мобилизовать свои знания, навыки и опыт:
- Содействие борьбе с голодом, отсутствием продовольственной безопасности и недоеданием — содействие искоренению голода путём содействия осуществлению политики и политических обязательств в поддержку продовольственной безопасности и обеспечения наличия и доступности обновлённой информации о проблемах и решениях в области голода и питания.
- Повышение продуктивности и устойчивости сельского, лесного и рыбного хозяйства — поощрение политики и практики, основанных на фактических данных, для поддержки высокопродуктивных сельскохозяйственных секторов (растениеводство, животноводство, лесное хозяйство и рыболовство), обеспечивая при этом, устойчивое использование природных ресурсов.
- Сокращение масштабов нищеты в сельских районах — оказание помощи бедным слоям населения в получении доступа к ресурсам и услугам, в которых они нуждаются, включая занятость в сельских районах и социальную защиту для выхода из нищеты.
- Обеспечение инклюзивности и эффективности агропродовольственных систем — помощь в создании безопасных и эффективных продовольственных систем, которые поддерживают мелких сельскохозяйственных производителей и сокращают нищету и голод в сельских районах.
- Повышение устойчивости средств к существованию перед угрозами и кризисами — помощь странам в подготовке к стихийным бедствиям и антропогенным катастрофам путём снижения их риска и повышения устойчивости их продовольственных и сельскохозяйственных систем.

## Структура[6]
Каждые два года представители государств-членов собираются на Конференции ФАО для рассмотрения глобальных политических вопросов и международных рамочных структур, а также для подведения итогов и утверждения бюджета на ближайшие два года. Для общего руководства программой и бюджетной деятельностью организации участники конференции избирают членов Совета на трёхлетний срок полномочий. Участники Конференции также избирают Генерального директора на четырёхлетний срок полномочий с правом одного переизбрания. Генеральный директор Цюй Дунъюй приступил к исполнению своих обязанностей 1 августа 2019 года на срок до 31 июля 2023 года.
Департаменты:
- сельского хозяйства и защиты потребителей
- экономики и социального развития
- рыбного хозяйства и аквакультуры
- лесного хозяйства
- корпоративного обслуживания
- технического сотрудничества и управления программами
- Департамент по вопросам климата, биоразнообразия, земельных и водных ресурсов

Международная сеть отделений
Децентрализованная сеть ФАО включает в себя пять региональных, десять субрегиональных и 85 полноценных государственных отделений (за исключением тех, которые располагаются в региональных и субрегиональных отделениях), из которых шесть бюро по партнёрству и связям, 37 стран имеют множественные аккредитации, 1 программное отделение, 4 национальных корреспондента, 6 бюро по связи, 2 информационных отделения и 2 других типа представительства.

## Программы и достижения
Чарльз Манн отмечает, что организация показала хорошие результаты в свое время по продвижению работы Нормана Э. Борлоуга, "творца Зелёной революции".

### Продовольствие

##### Кодекс Алиментариус
ФАО и Всемирная организация здравоохранения создали комиссию «Кодекс Алиментариус» в 1961 году для разработки продовольственных стандартов, методических указаний, норм и правил в целях защиты здоровья потребителей и содействия добросовестной практике торговли пищевой продукцией. Комиссия играет центральную роль в реализации Объединённой программы ФАО/ВОЗ по стандартам на пищевые продукты.
Основными целями программы являются защита здоровья потребителей, обеспечение справедливой торговли и содействие координации всей работы по стандартам на продовольствие, проводимой межправительственными и неправительственными организациями.

## Охрана генетических ресурсов и биоразнообразия
Ещё одной важной составляющей деятельности ФАО является забота о сохранении генетических ресурсов сельского хозяйства и биоразнообразия используемых человеком видов растений и животных. ФАО рассматривает биоразнообразие как необходимое условие для производства продуктов питания и ведения сельского хозяйства и относит его к самым важным ресурсам Земли. По данным ФАО, 90 % мировой продукции животноводства обеспечивается 14 видами (из 30) домашних животных и птиц.
В рамках ФАО в 1983 году был образован межправительственный форум — Комиссия по генетическим ресурсам для производства продовольствия и ведения сельского хозяйства, которая проводит мониторинг мировых ресурсов и вырабатывает меры по их оценке, использованию и сохранению. Так, по данным этой Комиссии, всего в мире имеется около 8300 пород домашних животных, однако 8 % из них считаются уже вымершими и 22 % — на грани исчезновения. С целью учёта и мониторинга породных ресурсов создан Глобальный банк данных генетических ресурсов домашних животных и издаётся «Всемирный список наблюдения за разнообразием домашних животных» («World Watch List for Domestic Animal Diversity»). Информация о породах животных и птиц собирается для банка данных по всем странам через национальных координаторов и добровольных помощников-специалистов, а «Всемирный список наблюдения за разнообразием домашних животных» трижды обновлялся.
- Состояние генетических ресурсов[фр.] домашних животных, по данным Комиссии по генетическим ресурсам для производства продовольствия и ведения сельского хозяйства[англ.], ФАО (2018)

Состояние Генетические ресурсы домашних животных, по данным Комиссии по Генетические ресурсы животных для производства продовольствия и ведения сельского хозяйства, ФАО (2018)
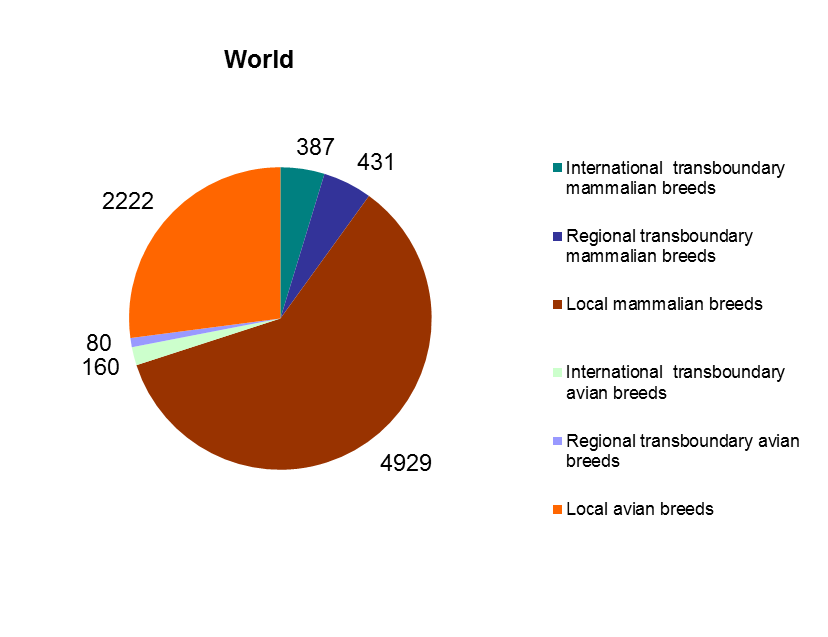
Количество местных и трансграничных пород на глобальном уровне: международные трансграничные породы млекопитающих, региональные трансграничные породы млекопитающих, местные породы млекопитающих, международные трансграничные породы птиц, региональные трансграничные породы птиц, местные породы птиц
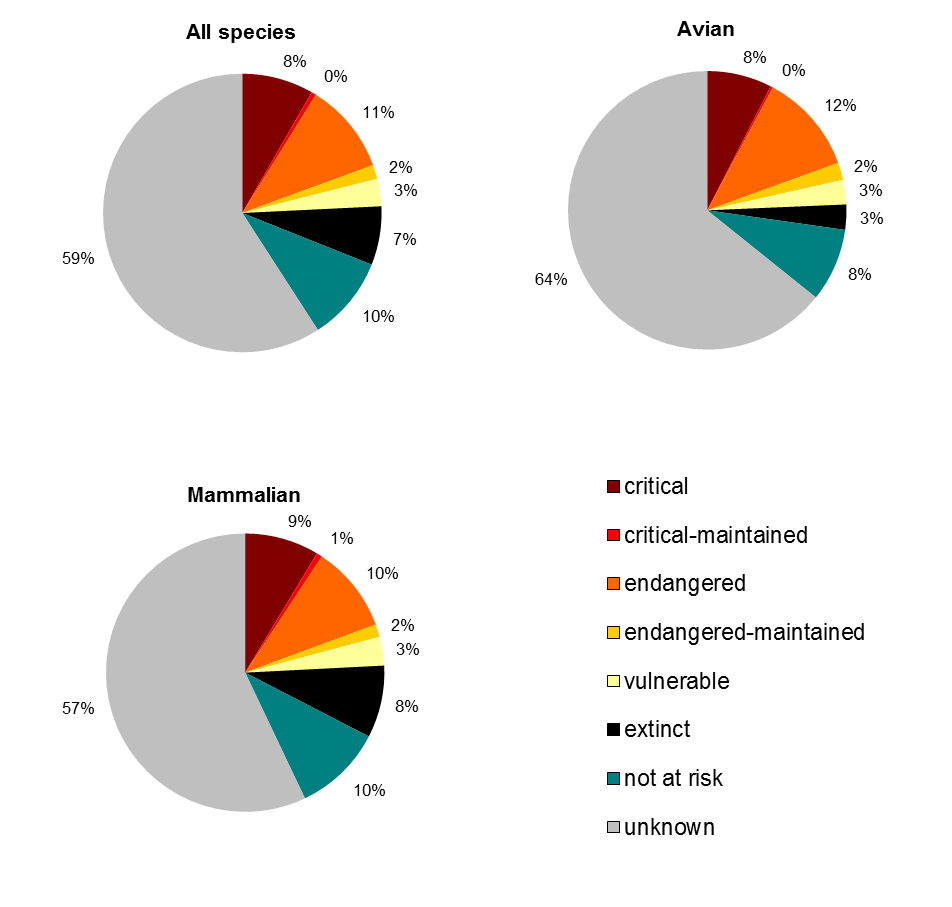
Доля пород в мире по категориям статуса риска — все виды, млекопитающие, птицы: критический, близкий к критическому, исчезающий, близкий к исчезающему, уязвимый, исчезнувший, вне риска, неизвестный

## Индекс цен
Индекс продовольственных цен ФАО (ИПЦФ) — средневзвешенный показатель изменения за месяц международных цен на корзину из пяти продовольственных сырьевых товарных групп: зерновые, мясо, молочные продукты, растительные масла и сахар. Рекордный показатель исторического максимума сводного индекса продовольственного сырья в 274 пункта был зафиксирован в апреле 2008 года.
В 2011 году индекс превышал 130 пунктов, после чего на протяжении 2010-х годов наблюдалось снижение. В октябре 2021 года индекс достиг максимума с 2011 года — 133,2 пункта; причём за год (октябрь 2021 к октябрю 2020 года) рост составил более 31 %.
По состоянию на февраль 2022 года цены на продукты в годовом исчислении выросли ещё на 20 %. Вторжение России в Украину подстегнуло этот процесс, рост цен в марте достиг 40 % в годовом исчислении. Даже страны Глобального Севера, которые обычно имеют надежные запасы продовольствия (например,Великобритания и США), начинают испытывать прямое воздействие роста цен из-за отсутствия продовольственной безопасности. Некоторые аналитики охарактеризовали рост цен как наиболее радикальный со времен кризиса мировых цен на продовольствие 2007—2008 годов. Февральское значение цен продовольствия 2022 года было самым высоким с 1961 года в мониторинге цен на мясо, молочные продукты, крупы, масла и сахар. При этом в марте 2022 года цены пшеницы превысили значения сентября 2021 года более чем вдвое, цены кукурузы — в полтора раза, рис подорожал более чем на 20 %.